# Edgar Ié
Edgar Ié (wym. [ˈɛdɣaɾ ˈjɛ], ur. 1 maja 1994 w Bissau) – portugalsko-gwinejski piłkarz występujący na pozycji obrońcy w rumuńskim klubie Dinamo Bukareszt oraz w reprezentacji Gwinei Bissau. Były młodzieżowy reprezentant Portugalii. Uczestnik Pucharu Narodów Afryki 2023.

## Życiorys

### Kariera klubowa
Ié treningi piłkarskie rozpoczynał w União Bissau, skąd w 2007 trafił do portugalskiego klubu AD Oeiras. Po roku przeniósł się do akademii Sportingu, w której spędził kolejne cztery lata. W tym czasie wywalczył między innymi mistrzostwo Portugalii do lat 18.
Latem 2012 Ié wraz z innym młodzieżowym zawodnikiem Sportingu Agostinho Cá, podpisał obowiązujący do 2016 kontrakt z Barceloną. W klubie z Katalonii dołączył do drużyny rezerw występującej wówczas w Segunda División. Pierwszy sezon w nowej drużynie nie był jednak udany dla młodego zawodnika – latem 2012 Ié doznał złamania kości śródstopia, które uniemożliwiło mu uczestnictwo w pierwszej części sezonu. W efekcie pochodzący z Gwinei Bissau zawodnik w barwach Barcelony B zadebiutował dopiero w grudniu, zaś miejsce w pierwszym składzie zdołał wywalczyć dopiero w końcówce sezonu.
Następnie występował w klubach Villarreal CF B i CF Os Belenenses. 
5 lipca 2017 podpisał kontrakt z francuskim klubem Lille OSC, do którego został sprzedany za 3,5 miliona euro. 30 stycznia 2019 został wypożyczony do FC Nantes, umowa do 30 czerwca 2019. W latach 2019–2021 był zawodnikiem Trabzonsporu, a w sezonie 2020/2021 był z niego wypożyczony do Feyenoordu.

### Kariera reprezentacyjna
W reprezentacji Portugalii młody Gwinejczyk debiutował w marcu 2012 w drużynie do lat 18. Po zaledwie dwóch meczach awansował do reprezentacji do lat 19, z którą uczestniczył w eliminacjach do Euro U-19. Następnie otrzymał powołanie na turniej finałowy, jednak ze względu na kontuzję nie wziął w nim udziału.
Po powrocie do pełnej sprawności trafił do kadry do lat 20. Na przełomie maja i czerwca 2013 Ié brał udział w Turnieju w Tulonie, zaś kilka dni później otrzymał powołanie na Mistrzostwa Świata do lat 20. Podczas rozgrywanego w Turcji turnieju obrońca Barcelony grał w trzech meczach swojej drużyny, która odpadła w 1/8 finału w pojedynku z Ghaną.
10 listopada 2017 debiutował w Reprezentacji Portugalii, zmieniając Pepe.

## Życie osobiste
Edgar ma brata bliźniaka, Edilino Ié, który także jest wychowankiem akademii Sportingu.